# Chadrinsk
Chadrinsk é uma cidade da Rússia, o centro administrativo de um raion do oblast de Curgã, sendo a segunda maior cidade do mesmo.
A cidade é localizada às margens do rio Isset, tem estação ferroviária na linha Kamensk-Uralski-Curgã.

## História
Fundada em 1662 por Yuri Nikiforovich Malechin. No século XVIII diversas feiras ocorriam na cidade, com produtos vindos de diversos locais, no mesmoperíodo a cidade também se tornou um centro de artesanato. A partir do século XX diversas empresas começaram a surgir na cidade.
A primeira escola da cidade foi inaugurada em 1789, a primeira biblioteca foi aberta em 1876 e escolas de ensino secundário surgiram no início do século XX. 

## Cidades-Irmãs
- Uchaly, Rússia [3]
- Teodósia, Ucrânia
- Abomei-Calavi, Benim